# الحانیف
الحانیف (به عربی: الحانیف) یک شهرداری در الجزایر است که در استان بویره واقع شده‌است.

## خصوصیات
الحانیف ۱۰٬۲۶۸ نفر جمعیت دارد.